# Strada Statale 22 di Val Macra
Die SS 22 war eine italienische Staatsstraße, die 1928 zwischen der Strada Statale 28 und Acceglio festgelegt wurde. Sie trägt wegen ihres Verlaufes den namentlichen Titel „di Val Macra“. Ihre Länge betrug 75,6 Kilometer. Sie verläuft in das Val Maira, wo sie im Ort Acceglio endet. Zurück geht sie auf die 1923 zwischen Cuneo und Acceglio festgelegte Strada nazionale 43. Durch ein Gesetz von 1998 wurde sie 2001 zur Provinzialstraße der Provinz Cuneo und die Nummer wurde auf 422 geändert, um Doppelbelegung zu vermeiden.